# Ernst vom Rath
Ernst Eduard vom Rath (Frankfurt am Main, 3 de junho de 1909 — Paris, 9 de novembro de 1938) foi um diplomata alemão assassinado em Paris em 1938 pelo judeu polonês Herschel Grynszpan, no evento que serviu de pretexto para a Noite dos Cristais.

## Juventude e carreira
Vom Rath nasceu em uma família aristocrática, filho de um alto funcionário público, Gustav vom Rath. Ele freqüentou uma escola em Breslau, e depois estudou Direito em Bonn, Munique e Königsberg, até 1932, quando se juntou ao Partido Nazista e se tornou diplomata de carreira. Em abril de 1933, tornou-se membro da SA, a unidade paramilitar do partido. Em 1935, após uma postagem em Bucareste, ele foi destacado para a embaixada alemã em Paris. Com relação à "Questão Judaica", Rath lamentou que os judeus alemães tivessem que sofrer, mas argumentou que as leis anti-semitas eram "necessárias" para permitir que a Volksgemeinschaft prosperasse.

## Assassinato
Na manhã de 7 de novembro de 1938, o judeu polonês-alemão Herschel Grynszpan, 17, foi à embaixada alemã em Paris e pediu para falar com um oficial da embaixada. Depois de saber da deportação de seus pais da Alemanha para a fronteira polonesa, Grynszpan assassinou Ernst vom Rath, o terceiro secretário da embaixada alemã em Paris. Ele atirou em Vom Rath, de 29 anos, cinco vezes, ferindo-o mortalmente com balas no baço, estômago e pâncreas.
O próprio Adolf Hitler enviou seus dois melhores médicos, o médico pessoal Karl Brandt e o cirurgião Georg Magnus, a Paris para tentar salvar a vida de Vom Rath. Hitler promoveu Vom Rath, que havia sido um oficial subalterno na embaixada, ao posto de cônsul legal de primeira classe horas antes da morte de vom Rath em 9 de novembro às 17h30.

## Consequências
Vom Rath teve um funeral de estado em 17 de novembro em Düsseldorf, com Hitler e o ministro das Relações Exteriores, Joachim von Ribbentrop, entre os presentes. A Alemanha usou o incidente para divulgar que os judeus haviam "disparado o primeiro tiro" em uma guerra contra a Alemanha; em sua oração fúnebre, Ribbentrop declarou: "Entendemos o desafio e o aceitamos".
No entanto, surgiram as alegações de que vom Rath era homossexual e Goebbels soube que Grynszpan pretendia usar essa alegação em sua defesa no julgamento, sugerindo que vom Rath o havia seduzido.
O julgamento foi planejado para 1942, mas nunca aconteceu, principalmente porque os nazistas (que também enviaram homossexuais para campos de concentração) temiam que se transformasse em um escândalo gay.